# Jadwiga Barańska

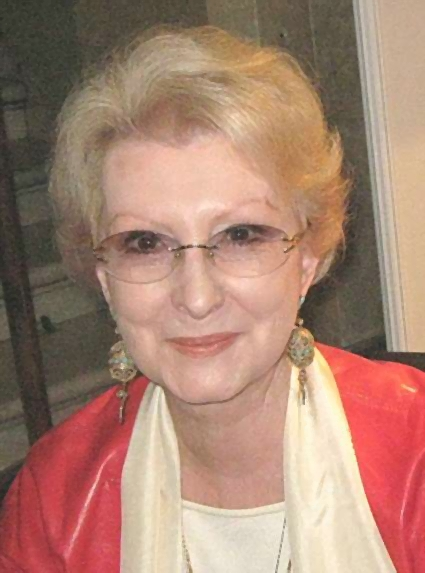
Jadwiga Barańska (2009)

Jadwiga Barańska (* 21. Oktober 1935 in Łódź; † 24. Oktober 2024 in Los Angeles) war eine polnische Schauspielerin, Regisseurin und Drehbuchautorin. Einem breiten Publikum wurde die Theater- und Filmschauspielerin durch ihre jahrzehntelange Zusammenarbeit mit Jerzy Antczak bekannt, der sie unter anderem als Hauptdarstellerin in seinen preisgekrönten Spielfilmen Gräfin Cosel und Nächte und Tage (1975) einsetzte.

## Biografie
Jadwiga Barańska studierte an der Staatlichen Theaterhochschule (PWSTiF) in Łódź. 1958 beendete sie ihre Schauspielausbildung und war von 1959 bis 1966 Ensemblemitglied des „Klassischen Theaters“ (Teatrze Klasycznym) in Warschau. Dort agierte sie in Stücken wie Gabryela Zapolskas Die Moral der Frau Dulski oder in der Titelrolle der Lodoiska. 1966 wechselte Barańska an das Warschauer „Polnische Theater“ (Teatr Polski), wo sie bis 1972 mit Erfolg in verschiedenen Stücken zu sehen war.
Parallel zu ihrer Arbeit am Theater feierte Barańska 1957 ihr Spielfilmdebüt mit einer Nebenrolle in Ewa Petelskas und Czesław Petelskis Liebesfilm Wracks, in dem Zbigniew Cybulski die Hauptrolle übernahm. Drei Jahre später agierte sie erstmals unter der Regie von Jerzy Antczak in Przechadzka między dobrem i złem (1961), der Umsetzung von Michał Choromańskis gleichnamigen Werk für das polnische Fernsehtheater (Teatr Telewizji). Daraufhin arbeitete Barańska vermehrt mit Antczak zusammen, der für das Fernsehen zahlreiche Klassiker der Weltliteratur inszenierte und mit dem sie auch das private Glück fand. Sie übernahm unter anderem Hauptrollen in Honoré de Balzacs Vater Goriot (Ojciec Goriot, 1962), die Rolle der Laura in Tennessee Williams Die Glasmenagerie (Szklana menażeria, 1963), die Lavinia in Eugene O’Neills Trauer muss Elektra tragen (Żałoba przystoi Elektrze, 1965) oder Anton Tschechows Drei Schwestern (Trzy siostry, 1968). Internationaler Erfolg auf der Kinoleinwand war ihr erstmals 1968 beschieden, als sie die Titelrolle in Jerzy Antczaks Kostümfilm Gräfin Cosel übernahm. Der Part der Geliebten von August dem Starken (gespielt von Mariusz Dmochowski) brachte ihr 1969 den Darstellerpreis des internationalen Filmfestivals von Phnom Penh ein.
Diesen Erfolg zu übertreffen gelang Barańska 1975 mit der weiblichen Hauptrolle in Antczaks Nächte und Tage. In der Verfilmung von Maria Dąbrowskas vierteiliger Familiensaga schlüpfte die Schauspielerin gemeinsam mit Jerzy Bińczycki in die Rolle eines polnischen Ehepaares, das vom Januaraufstand im Jahr 1863 bis zum Ersten Weltkrieg den politischen, gesellschaftlichen und wirtschaftlichen Wandel Polens miterlebt. Das Drama, von Kritikern als polnisches Pendant zu Victor Flemings Vom Winde verweht betitelt, erhielt 1976 eine Einladung in den Wettbewerb der 26. Filmfestspiele von Berlin, wo Barańska mit dem Silbernen Bären als beste Darstellerin des Filmfestivals ausgezeichnet wurde. Für ihr Porträt der Barbara Niechcic hatte die Wettbewerbsjury um den polnischen Regisseur Jerzy Kawalerowicz der 31-Jährigen den Vorzug vor so bekannten Aktricen wie der Amerikanerin Geraldine Chaplin (Buffalo Bill und die Indianer) oder der Französin Miou-Miou (F wie Fairbanks) gegeben. Barańska war die erste polnische Schauspielerin, die in Berlin triumphieren konnte. Ein Jahr später wurde Nächte und Tage für den Oscar als Bester fremdsprachiger Film nominiert, hatte aber gegenüber Jean-Jacques Annauds Sehnsucht nach Afrika das Nachsehen.
Durch ihre Leistung in Nächte und Tage mehrfach auch in Polen ausgezeichnet, unter anderem 1975 mit dem Goldenen Verdienstkreuz des Landes, verließ Barańska Ende der 1970er Jahre mit ihrem Ehemann Jerzy Antczak das sozialistische Heimatland und emigrierte in die Vereinigten Staaten. Dort arbeitete Antczak als Professor für Film und Fernsehen an der University of California (UCLA) in Los Angeles.
Anfang der 1990er Jahre kehrte das Ehepaar nach Polen zurück. Barańska unterstützte von da an ihren Ehemann als Co-Drehbuchautorin an der Fernsehfassung von Humphrey Cobbs Paths of Glory (Ścieżki chwały) und Dama kameliowa (beide 1995), einer polnischen Neuverfilmung von Alexandre Dumas’ Die Kameliendame mit Anna Radwan und Jan Frycz in den Hauptrollen. Ein Jahr später war sie an Drehbuch und Regie von Antczaks Fernsehverfilmung Cezar i Pompejusz (1996) nach Henry de Montherlant beteiligt. Ihre bisher letzte Filmrolle übernahm sie 2002 unter der Regie ihres Mannes in Chopin – Sehnsucht nach Liebe (2002). In der preisgekrönten Filmbiografie über Frédéric Chopin (gespielt von Piotr Adamczyk) agierte sie als Mutter des bekannten Komponisten und zeigte sich nochmals für Drehbuch und Regie mitverantwortlich.
2008 wurde Jadwiga Barańska mit der Gloria-Artis-Medaille für kulturelle Verdienste in Gold des polnischen Ministeriums für Kultur und Nationales Erbe geehrt.
Jadwiga Barańska starb im Oktober 2024 mit 89 Jahren in Los Angeles.

## Filmografie

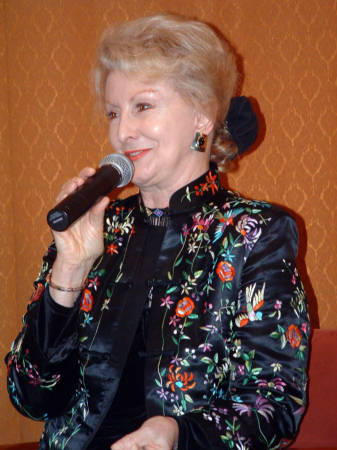
Barańska in den 2000er Jahren

### Schauspielerin
- 1957: Wracks (Wraki)
- 1958: Żołnierz królowej Madagaskaru
- 1966: Powrót doktora Von Kniprode
- 1968: Gräfin Cosel (Hrabina Cosel)
- 1970: Epilog Norymberski
- 1971: Kłopotliwy gość
- 1975: Nächte und Tage (Noce i dnie)
- 1976: Trędowata
- 1977: Nido de viudas
- 2002: Chopin – Sehnsucht nach Liebe (Chopin. Pragnienie miłości)

### Regisseurin
- 1996: Cezar i Pompejusz (TV)
- 2002: Chopin – Sehnsucht nach Liebe

### Drehbuchautorin
- 1995: Dama kameliowa
- 2002: Chopin – Sehnsucht nach Liebe

## Auszeichnungen
Internationale Filmfestspiele Berlin
- 1976: Beste Darstellerin für Nächte und Tage

Phnom Penh International Film Festival
- 1969: Beste Darstellerin für Gräfin Cosel

Polnisches Filmfestival Gdynia
- 1975: Beste Darstellerin für Nächte und Tage